# بيبيرين
البيبيرين ومصاوغه شافيسين [الإنجليزية] مركبان مسؤولان عن حمازة الطعم في الفلفل الأسود والفلفل الطويل. يُستعمل البيبيرين في الطب التقليدي. 